# شینیا شیراکاوا
شینیا شیراکاوا (ژاپنی: 白川 伸也؛ زادهٔ ۷ آوریل ۱۹۷۱) یک بازیکن فوتبال اهل ژاپن است.
از باشگاه‌هایی که در آن بازی کرده‌است می‌توان به باشگاه فوتبال آویسپا فوکوئوکا اشاره کرد.